# Kuhlia salelea
Kuhlia salelea är en fiskart som beskrevs av Schultz, 1943. Kuhlia salelea ingår i släktet Kuhlia och familjen Kuhliidae. IUCN kategoriserar arten globalt som otillräckligt studerad. Inga underarter finns listade i Catalogue of Life.